# Mortinho por Chegar a Casa
Mortinho por Chegar a Casa (internationaler Titel: Dying to Go Home) ist eine Tragikomödie des portugiesischen Regisseurs Carlos da Silva und des niederländischen Regisseurs George Sluizer.
Der Titel ist die hier mehrdeutig verwendete portugiesische Redewendung Mortinho por chegar a casa (deutsch etwa: „Verzweifelt auf dem Weg nach Hause“). Mortinho ist eine Verkleinerung des Wortes Morte (portugiesisch für „Tod“) und schafft hier eine Doppeldeutigkeit.
Unter den Gastrollen sind der populäre Komiker, Musiker und Schauspieler Herman José, der hier als Seefahrer Vasco da Gama erscheint, der uruguayische Gitarrist Leonardo Amuedo, der hier als kleiner Kneipenmusiker auftritt, und der portugiesische Regisseur des Films, der als Fotograf selbst eine kleine Nebenrolle übernimmt.

## Handlung
Der portugiesische Gastarbeiter Manuel Espírito Santo wacht nach einem kuriosen Motorradunfall als Geist bei seiner Beerdigung auf einem niederländischen Friedhof auf. Sein Grabnachbar, ein chinesischer und ebenfalls toter Mann, klärt ihn über seine Situation auf: erst in der Erde seines Geburtsortes bestattet wird Manuel Ruhe finden. Als Geist kann er aber nicht gesehen oder gehört oder berührt werden, einzig in Träumen kann er mit lebenden Menschen kommunizieren, die jedoch ihre Träume meist schnell wieder vergessen. Nach einigen zunächst amüsanten Vorteilen erkennt Manuel schnell die folgenschweren Nachteile seines körperlosen Zustandes.
Inzwischen wird Manuels Schwester Júlia vom Tod ihres Bruders informiert und kommt in die Niederlande, auch in der Hoffnung auf eine größere Erbschaft. Tatsächlich reicht das Erbe jedoch kaum für die Kosten der Bestattung, um die sich Joris und Max, die einzigen Freunde Manuels und Partner in seinen windigen Geschäften, gekümmert haben.
Trotz bürokratischer und finanzieller Hindernisse, und dank wohlmeinender Bemühungen aller und nicht zuletzt dank der verträumten und einfühlsamen Charaktere von Júlia und Max gelingt es Manuel schließlich doch noch, zurück in seine Heimaterde zu kommen und Frieden zu finden.

## Produktion
Der Film wurde von September bis November 1995 in Portugal (v. a. im Alentejo) und in den Niederlanden (v. a. in Amsterdam) gedreht, mit einem Budget von etwa 430 Mio. Portugiesischen Escudos (ca. 2,15 Mio. Euro). Beteiligt waren die Produktionsfirmen Europa 7, Taiga Filme und The Spice Factory, co-produziert von The Media Investment Group und dem niederländischen öffentlich-rechtlichen Fernsehsender KRO, und finanziert von der portugiesischen Filmförderung (IPACA, heute Instituto do Cinema e do Audiovisual, ICA), der niederländischen Filmförderung (Dutch Film Fonds) und der EU-Filmförderanstalt Eurimages, u. a.

## Rezeption
Der ruhige und gefühlvolle, von eher leisem Humor gekennzeichnete Film kam am 18. Oktober 1996 in die portugiesischen und am 25. September 1997 in die niederländischen Kinos. In Portugal wurde der Film mit 100.034 Zuschauern auch ein Publikumserfolg und war noch 2001 unter den 12 erfolgreichsten portugiesischen Filmen der letzten 20 Jahre.
Er lief danach auch auf zahlreichen internationalen Filmfestivals, auf denen häufig auch nominiert wurde, so für ein Goldenes Kalb beim Niederländischen Filmfestival und für einen Crystal Star beim Internationalen Filmfestival von Brüssel, zudem in Chicago und Montevideo. Bei der Internationalen Filmwoche in Málaga wurde der Film für seine Spezialeffekte ausgezeichnet. Auch für Filmpreise in Portugal wurde er nominiert, so bei den Globos de Ouro 1996 und beim Fantasporto-Filmfestival in Portugal, wo er dann auch ausgezeichnet wurde.
Die Filmkritik nahm den Film dagegen gemischt auf. Kritisiert wurden Konzessionen an einen breiteren Publikumsgeschmack, die kommerzielle Gesichtspunkte vor anspruchsvollere Aspekte stellten und einen stärkeren Eigencharakter des Films damit verhinderten. Jorge Leitão Ramos merkte in seiner Filmkritik vom 19. Oktober 1996, in der Wochenzeitung Expresso, fehlende Tiefe in vielen Dialogen, nicht mehr als solide Kameraarbeit und dazu einige Längen im Film an, während er von den Schauspielleistungen nur die von Maria d'Aires lobte, deren Rolle ihr hier aber zu wenig Entfaltungsmöglichkeiten böte. Positiv heraus stellte er die unschuldige Einfachheit des insgesamt sympathischen Films und den Versuch, dem Geschmack eines breiten Publikums mit einer Interesse weckenden Geschichte entgegenzukommen.
Mortinho por Chegar a Casa erschien in Portugal, zunächst als VHS-Kaufkassette bei Lusomundo und 2010 als DVD-Video bei ZON Lusomundo (heute NOS).